# Tập hợp không đâu trù mật
Trong toán học, một tập hợp con của một không gian tôpô được gọi là không đâu trù mật nếu bao đóng của nó có phần trong rỗng.
Ví dụ, đường thẳng chứa trong mặt phẳng là một tập hợp không đâu trù mật: bao đóng của nó là chính nó, và phần trong của bao đóng là rỗng.
Phản ví dụ, tập hợp các số hữu tỷ trên đường thẳng thực không phải là một tập hợp không đâu trù mật: bao đóng của nó là toàn bộ đường thẳng thực, và phần trong của bao đóng cũng là toàn bộ đường thẳng thực, và do đó không phải là tập hợp rỗng.
Một hợp đếm được của các tập hợp không đâu trù mật được gọi là một tập hợp meagre. Các tập hợp meagre đóng vai trò quan trọng trong định lý phạm trù Baire.